# Марина-Бей (трасса)
Городская трасса «Марина-Бей» (англ. Marina Bay Street Circuit) — трасса Формулы-1, проложенная по улицам города-государства Сингапур. На этой трассе с 2008 года проводится Гран-при Сингапура.
Трасса в Сингапуре стала уникальной по следующим параметрам:
- первая городская трасса Формулы-1 в Азии,
- первая ночная (при искусственном освещении) гонка в истории Формулы-1.

Направление трассы — против часовой стрелки, так же, как Интерлагос, Истанбул Парк и Яс Марина. Максимальная скорость на прямой Raffles Boulevard должна составить около 300 км/ч, а минимальная в медленных поворотах — менее 100 км/ч.

## Рекорды трассы

### Конфигурация трассы 2008—2012 годов
- В гонке — 1:45,599, Кими Райкконен, Ferrari.
- В квалификации — 1:44,014, Фелипе Масса, Ferrari.

### Конфигурация трассы 2013 года
- В гонке — 1:48,574, Себастьян Феттель, Red Bull-Renault.
- В квалификации — 1:42,841, Себастьян Феттель, Red Bull-Renault.

### Конфигурация трассы 2015 года
- В гонке — 1:41,905, Кевин Магнуссен, Haas Ferrari
- В квалификации — 1:36,015, Льюис Хэмилтон, Mercedes.

### Конфигурация трассы 2023 года
- В гонке — 1:34,486,  Даниэль Риккардо, RB
- В квалификации —  1:29,525, Ландо Норрис, McLaren

## Победители Гран-при Сингапура на трассе «Марина-Бей»
| Сезон     | Пилот                                          | Конструктор                                    | Отчёт                                          |
| --------- | ---------------------------------------------- | ---------------------------------------------- | ---------------------------------------------- |
| 2008      | Фернандо Алонсо                                | Renault                                        | Отчёт                                          |
| 2009      | Льюис Хэмилтон                                 | McLaren-Mercedes                               | Отчёт                                          |
| 2010      | Фернандо Алонсо                                | Ferrari                                        | Отчёт                                          |
| 2011      | Себастьян Феттель                              | Red Bull-Renault                               | Отчёт                                          |
| 2012      | Себастьян Феттель                              | Red Bull-Renault                               | Отчёт                                          |
| 2013      | Себастьян Феттель                              | Red Bull-Renault                               | Отчёт                                          |
| 2014      | Льюис Хэмилтон                                 | Mercedes                                       | Отчёт                                          |
| 2015      | Себастьян Феттель                              | Ferrari                                        | Отчёт                                          |
| 2016      | Нико Росберг                                   | Mercedes                                       | Отчёт                                          |
| 2017      | Льюис Хэмилтон                                 | Mercedes                                       | Отчёт                                          |
| 2018      | Льюис Хэмилтон                                 | Mercedes                                       | Отчёт                                          |
| 2019      | Себастьян Феттель                              | Ferrari                                        | Отчёт                                          |
| 2020—2021 | Гран-при не проводился из-за пандемии COVID-19 | Гран-при не проводился из-за пандемии COVID-19 | Гран-при не проводился из-за пандемии COVID-19 |
| 2022      | Серхио Перес                                   | Red Bull                                       | Отчёт                                          |
| 2023      | Карлос Сайнс-мл.                               | Ferrari                                        | Отчёт                                          |
| 2024      | Ландо Норрис                                   | McLaren-Mercedes                               | Отчёт                                          |